# Непреклонните (филм, 1969)
„Непреклонните“ (на английски: True Grit) е уестърн на режисьора Хенри Хатауей, който излиза на екран през 1969 година.

## Сюжет
Упоритата млада госпожица Мати Рос (Ким Дарби) наема безстрашния „вълк единак“ и опитен стрелец, едноокият шериф Рустър Когбърн (Джон Уейн), за да открие и залови Том Чейни – убил баща ѝ и избягал със семейните спестявания. Освен всичко друго, поръчителката поставя задължително условие тя лично да участва в залавянето на престъпника. След като към двамата се присъединява и младият, но неопитен тексаски рейнджър Ла Бьоф (Глен Кембъл), ситуацията е напълно извън контрол. За да заловят Том Чейни, нашите герои трябва първо да се справят с бандата на Нед Пепър (Робърт Дювал).

## В ролите
| Актьор             | Роля                  |
| ------------------ | --------------------- |
| Джон Уейн          | Рустър Когбърн        |
| Ким Дарби          | Мати Рос              |
| Глен Кембъл        | Ла Бьоф               |
| Робърт Дювал       | Нед Пепър             |
| Денис Хопър        | Мун                   |
| Стродър Мартин     | полковник Г. Стоунхил |
| Джереми Слейт      | Емет Куинси           |
| Джеф Кори          | Том Чейни             |
| Доналд Уудс        | Барлоу                |
| Джеймс Уестърфийлд | съдия Паркър          |
| Джон Дусет         | шериф                 |
| Джон Фидлер        | Даджет, адвокат       |

## Награди и номинации
- 1970 – Награда Оскар за най-добра мъжка роля (Джон Уейн)
- 1970 – Награда Златен глобус за най-добър актьор в драма (Джон Уейн)
- 1970 – Номинация за БАФТА за най-добър дебют (Ким Дарби)